# 日テレ大時計
日テレ大時計（にっテレおおどけい）は、東京都港区の日本テレビタワー2階にある大時計である。宮崎駿が設計したため「宮崎駿デザインの日テレ大時計」とも呼ばれる。
手作業で加工された銅板で全体が覆われており、大きさは、高さ約12 m、幅約18 mである。合計で32箇所にからくり仕掛けが施されており、月曜日から金曜日までは4回、土曜日・日曜日には5回、3分間仕掛けが作動する。